# Monique Piton
Monique Piton, née le 7 avril 1934 est une écrivaine, féministe, ancienne salariée de l'usine Lip,,.

## Biographie
Monique Piton naît le 7 avril 1934 à Montmahoux dans le Doubs dans une famille paysanne modeste. Sa mère est agricultrice et s'occupe des 6 enfants, son père est forgeron et agriculteur,.
Elle passe son certificat d'études puis part étudier un an à Besançon. Ses parents n'ayant pas les moyens de payer davantage pour son éducation, elle commence à travailler à 14 ans comme bonne à tout faire dans différentes places. Elle doit souvent se défendre de patrons maltraitants et rejette ces conditions de travail. Elle commence ensuite à travailler dans une usine de cuir à Pontarlier,.
Monique Piton participe à la lutte des usines Lip à partir de 1973. Elle publie un bulletin d'information quotidien pendant la durée de la lutte, qu'elle appelle Il était un petit navire. Cette chronique devient un livre de 600 pages en 1975, quand elle publie C'est possible!,. Il est réédité aux éditions L’échappée en 2015 quarante ans après sa première parution,. L'ouvrage évoque la lutte avec des mots simples, un récit qui tire sa singularité par le fait qu'il est écrit à partir du vécu d'une femme.
En 1977, un procès est intenté contre Monique Piton et deux autres femmes par les éditons des femmes.
Monique Piton et la lutte des usines Lip sont les sujets principaux du film documentaire réalisé en 1976 par Carole Roussopoulos, Christiane et Monique. Lip V,.
Après l'affaire Lip dans laquelle elle joue une part importante, Monique Piton devient conseillère sociale de l'Office municipal des HLM de Besançon.
Elle termine sa carrière professionnelle au Musée des Beaux Arts et d'Archéologie de Besançon comme dessinatrice, notamment pour des catalogues de collections d'objets archéologiques.
Elle a eu une activité de peintre pendant une grande partie de sa vie. En 2023, elle publie un nouveau roman, La chanson de Suzanne, qui évoque la fin de la seconde guerre mondiale et la situation des prisonniers allemands en France.
Monique Piton est engagée pour la protection des animaux.
Les archives de Monique Piton, non encore consultables, sont déposées à la bibliothèque Marguerite Durand.

## Publications
- Madeleine Laude, Jacqueline Betain, Jean-Loup Craipeau, Lip au féminin: Rien ne se fait bien sans passion, La Découverte, 22 décembre 2017 (ISBN 9782348025570).
- C'est possible ! le récit de ce que j'ai éprouvé durant cette lutte de Lip, Editions des femmes, 1975  (ISBN 978-2-7210-0014-9)
- C'est possible ! une femme au coeur de la lutte de Lip, 1973-1974, Éditions l'Échappée, coll. « Dans le feu de l'action », 2015 (ISBN 978-2-915830-96-5). Réédition augmentée d'une postface.
- Mémoires libres, Éd. Syllepse, coll. « Des paroles en actes », 2010 (ISBN 978-2-84950-255-6)
- Le salaire ménager, 1980
- La chanson de Suzanne, 1999.

## Filmographie
- Carole Rossopoulos, « Monique (LIP I) », sur www.worldcat.org (consulté le 25 juin 2023).
- Carole Rossopoulos, « Christiane et Monique (LIP V) », sur www.dailymotion.com (consulté le 25 juillet 2023).